# Bacze
Bacze es un pueblo de Mazovia, en Polonia. Según el censo de 2021, tiene una población de 79 habitantes.
Es parte del municipio (gmina) de Opinogóra Górna, situado en el distrito (powiat) de Ciechanów. 